# Kontinentalblock
Der Kontinentalblock war eine außenpolitische Konzeption des Deutschen Reiches im Zweiten Weltkrieg. Kerngedanke war die Schaffung eines gegen Großbritannien gerichteten Bündnisses zwischen Deutschland und den europäischen Kontinentalmächten sowie Japan. Die treibende Kraft hinter dieser Planung war Außenminister Joachim von Ribbentrop.

## Hintergrund
Ribbentrop gelangte bereits während seiner Tätigkeit als Botschafter in London zu der Überzeugung, dass Großbritannien bei Ausbruch eines europäischen Krieges auf der Seite der Gegner Deutschlands kämpfen würde. Ab 1938 sah sich auch Hitler mit dem Scheitern seiner Englandkonzeption konfrontiert: das angestrebte Bündnis mit dem Inselreich, das Deutschland freie Hand für die Eroberung der Sowjetunion lassen sollte, war nicht zu erreichen; stattdessen erklärte Großbritannien dem Reich nach dem Überfall auf Polen am 3. September 1939 den Krieg. Während Hitler allerdings noch hoffte, mit den Briten bei sich bietender Gelegenheit zu einer Friedensvereinbarung zu kommen, entwickelte Ribbentrop die Vision einer Blockbildung der Großmächte gegen Großbritannien. Im Gegensatz zu Hitlers „Lebensraum“-Motiv sah er die Sowjetunion dabei nicht als zukünftigen Gegner, sondern im Gegenteil als zentralen Pfeiler dieses „Kontinentalblockes“. Die expansionistischen Ambitionen dieser Mächte sollten dabei in südlicher Richtung auf den britischen Kolonialbesitz in Afrika und Asien gelenkt werden.

## Erste Schritte: Herbst 1939
Nach dem Einmarsch sowjetischer Truppen in Polen am 17. September begannen Sondierungen hinsichtlich einer engeren Zusammenarbeit Deutschlands mit dem „Stahlpakt“-Partner Italien, der Sowjetunion und Japan, mit dem man seit 1936 im „Antikominternpakt“ locker verbunden war. Ribbentrop ging davon aus, dass dieser Block geballten politischen und militärischen Druck gegen die Position Großbritanniens im Nahen und Mittleren Osten sowie in Ostasien ausüben würde, und er hoffte, die Briten aufgrund dieser Übermacht zur Aufgabe des Kampfes bewegen zu können. Sekundiert wurde dieser Plan vom Chef des Wehrmachtführungsstabes, Alfred Jodl, der das Inselreich als Hauptgegner Deutschlands ansah und es zu dessen Schwächung in einer Studie vom Jahresbeginn 1940 als „wünschenswert“ bezeichnete, „die russischen Kräfte in diese Richtung [gemeint ist der Iran] … abzulenken“. Zu jener Zeit war die Realisierung eines solchen Blockes allerdings äußerst unrealistisch:
- Die Beziehungen zwischen Deutschland und Japan waren seit der Unterzeichnung des deutsch-sowjetischen Nichtangriffspaktes am 23. August 1939 stark abgekühlt, da die japanische Regierung darin eine zumindest gedankliche Abkehr Deutschlands vom Antikominternpakt sah.
- Zwischen Japan und der Sowjetunion war es seit 1938 an der mandschurisch-sowjetischen Grenze zu wiederholten Feindseligkeiten gekommen (Japanisch-Sowjetischer Grenzkonflikt).

Die Versuche, die Beziehungen zu Japan zu verbessern oder einen Ausgleich zwischen der Sowjetunion und Japan zu vermitteln, blieben während dieser Phase in den Anfängen stecken und wurden vorerst auf Eis gelegt. Die Planungen Hitlers richteten sich auf den für das Frühjahr anberaumten Westfeldzug, mit dem er Frankreich und Großbritannien besiegen oder aber zum Frieden zwingen zu können hoffte.

## Nach dem Zusammenbruch Frankreichs: Sommer 1940
Nach dem Waffenstillstand mit Frankreich am 22. Juni blieb zunächst nur Großbritannien als Kriegsgegner übrig, das entgegen Hitlers Wunschvorstellung aber weiterhin keinerlei Ambitionen zum Friedensschluss zeigte. In dieser Lage legte Jodl am 30. Juni eine weitere Denkschrift vor, in der er empfahl, das Britische Empire zwecks Schonung der eigenen Kräfte nicht frontal, sondern an seiner Peripherie anzugreifen. Dabei sei das Zusammenwirken mit anderen Staaten, die ein Interesse am Zerfall des Empires hätten, anzustreben – neben Italien, Japan und der UdSSR wurde nun auch Spanien genannt, mit dessen Hilfe der britische Stützpunkt Gibraltar erobert werden sollte. Auch der Befehlshaber der U-Boote, Admiral Karl Dönitz, forderte die Konzentration aller Kräfte auf den Kampf gegen Großbritannien. Hitler lehnte dies ab, da er befürchtete, durch eine Ausweitung des Seekrieges einen Kriegseintritt der USA zu provozieren. Außerdem hätte die Bildung eines solchen Blockes eine aus der Sicht Hitlers „falsche“ Frontstellung ergeben, denn sein außenpolitisches Programm sah die Eroberung der Sowjetunion mit Hilfe – oder zumindest mit Duldung – Großbritanniens vor; die Blockstrategie dagegen bedeutete den umgekehrten Fall.
Der spanische Diktator Franco hatte schon am 16. Juni einen Kriegseintritt Spaniens von weitreichenden Bedingungen abhängig gemacht, die von der Forderung nach umfangreicher materieller Unterstützung bis hin zu Ansprüchen auf französischen Kolonialbesitz reichten. Vereinbarungen wurden aber nicht getroffen, stattdessen wurden Vorbereitungen für die Invasion Englands getroffen.

## Der letzte Versuch: September bis November 1940
Nachdem der verschärfte Luftkrieg gegen die britischen Inseln bis zum September nicht zu dem erhofften Ergebnis, nämlich der deutschen Luftherrschaft, geführt hatte und der Invasionsplan auf unbestimmte Zeit verschoben werden musste, sah sich Hitler mit dem doppelten Scheitern seiner Bündniskonzeption konfrontiert: weder gab England den Kampf auf, noch konnte es militärisch zum Friedensschluss gezwungen werden. In dieser Situation entschloss sich Hitler, nun doch auf die Idee des „Kontinentalblockes“ zurückzugreifen.
Der Besuch des spanischen Außenministers (und Schwager Francos) Súñer im September 1940 leitete dabei die Verhandlungsreihe ein. Zwar wurden auch hier noch keine bindenden Übereinkünfte erzielt, dafür aber ein gemeinsames Vorgehen gegen Gibraltar und die Inbesitznahme Marokkos durch Spanien erörtert. Ein Treffen Hitlers mit Franco war für einen baldigen Zeitpunkt anberaumt.
Das Verhältnis zu Japan hatte sich im Verlauf des Jahres 1940 zunehmend entspannt; nicht zuletzt durch den deutschen Verzicht auf den ostasiatischen Kolonialbesitz der besiegten westeuropäischen Staaten. Mit der Regierungsübernahme des Fürsten Konoe setzte sich im Juli endgültig die pro-deutsche Partei durch, die bald auf eine Intensivierung der Beziehungen zu Deutschland hinarbeitete – aber erst, als Hitler sein Englandbündnis aufgeben musste, kam es zur Wiederannäherung, in deren Folge am 27. September gemeinsam mit Italien der „Dreimächtepakt“ abgeschlossen werden konnte. Dieser Pakt war aber nicht direkt gegen das britische Empire gerichtet, sondern sollte in erster Linie die USA in Schach halten.

### Die Gespräche mit Spanien und Frankreich
Die Kampfhandlungen zwischen französischen und britischen Streitkräften am 3. Juli vor Mers-el-Kébir und vom 23. bis zum 25. September bei Dakar schien die Möglichkeit zu eröffnen, auch Frankreich in den antibritischen Block einzureihen. Zur Vorbereitung entsprechender Vereinbarungen gelang es Hitler gegenüber Mussolini beim Treffen am 4. Oktober am Brenner, eine Reduzierung der an Frankreich gerichteten italienischen Forderungen zu erreichen. Dem Vichy-Regime wurden Erleichterungen bei den noch zu verhandelnden Friedensbedingungen angeboten. Auf dem Weg zu der geplanten Konferenz mit Franco traf Hitler am 22. Oktober in Montoire-sur-le-Loir den französischen Ministerpräsidenten Laval, einen der stärksten Verfechter der Kollaboration, und am 24. Oktober Marschall Pétain. Trotz der grundsätzlichen Bereitschaft Vichy-Frankreichs zur Zusammenarbeit mit Deutschland kam es zu keinen verbindlichen Absprachen bezüglich eines antibritischen Vorgehens, da einerseits die Verschärfung der deutschen Besatzungsherrschaft (Ausweisung von Lothringern, Erschwerung des Verkehrs entlang der Demarkationslinie usw.) Spannungen hervorbrachte, andererseits die Franzosen zu keiner Kriegserklärung an Großbritannien, sondern nur zur Verteidigung ihrer Kolonien bereit waren.
Zwischen den Gesprächen in Montoire kam es am 23. Oktober in der französischen Grenzstadt Hendaye in den Pyrenäen zum lange geplanten Treffen zwischen Hitler und Franco. Hitler verlangte den Beitritt Spaniens sowohl zum „Dreimächtepakt“ als auch zum „Stahlpakt“, den Kriegseintritt zum Jahreswechsel und die Überlassung von Stützpunkten. Als Gegenleistung stellte er die zukünftige Übertragung französischen Kolonialbesitzes unter bestimmten Voraussetzungen in Aussicht. Franco lehnte einen eventuellen Kriegseintritt Spaniens zwar nicht rundweg ab, ließ sich dabei aber auf keine verbindlichen Zusagen ein.

### Die Weisungen Nr. 18 und 19
Eine Zusammenfassung der Gesprächsergebnisse brachte Hitler in seiner „Weisung Nr. 18“ vom 12. November 1940 zum Ausdruck. Frankreich wird in der Weisung als „nicht kriegführende Macht“ bezeichnet, die ihre Besitzungen selbst zu verteidigen und deutsche Militäroperationen auf ihrem Gebiet zu dulden hat. Ein mittelfristiger Kriegseintritt auf Seiten Deutschlands wird dabei nicht ausgeschlossen.
Die Möglichkeit eines baldigen Kriegseintritts Spaniens wurde in der Weisung dagegen so optimistisch beurteilt, dass bereits konkrete Vorbereitungsmaßnahmen zur Einnahme Gibraltars („Unternehmen Felix“), der Verteidigung der Kanarischen Inseln und der Abwehr alliierter Landungsversuche angeordnet worden sind. Auch die nachfolgenden Weisungen – Nr. 18a vom 27. November und Nr. 19, die nur in einem undatierten Entwurf vorliegt – befassen sich eingehend mit dem spanischen Kriegsschauplatz. Es wurde dabei davon ausgegangen, dass nur geringe deutsche Kräfte zur Unterstützung der spanischen Truppen benötigt werden würden. Eine militärische Kontrolle des Mittelmeerzuganges bei Gibraltar schien zu diesem Zeitpunkt umso dringlicher geboten, als die italienische Flotte durch den britischen Luftangriff auf Tarent in der Nacht vom 11. auf den 12. November schwere Verluste hinnehmen musste.

### Die Einbeziehung der Sowjetunion
Die Sowjetunion, in Ribbentrops ursprünglicher „Kontinentalblock“-Konzeption der wichtigste Eckpfeiler des antibritischen Blocks, war in Hitlers programmatischen Zielvorstellungen lediglich der zukünftige „Lebensraum“ Deutschlands. Dementsprechend sah er eine Zusammenarbeit mit der UdSSR gegen England nur als eine vorübergehende, pragmatisch motivierte Option, die er nur wenige Wochen im Herbst 1940 recht halbherzig verfolgte. Schon vor dem – von Ribbentrop angeregten – Besuch Molotows ab dem 12. November äußerte er sich Mussolini gegenüber skeptisch hinsichtlich der Erfolgschancen dieses Unterfangens. Tatsächlich fiel Stalins Antwort auf die Einladung zu Vier-Mächte-Gesprächen ausweichend aus; von größerer Wichtigkeit war für ihn eine bilaterale Klärung der deutsch-sowjetischen Einflusssphären. Stalin, der die Zwangslage Hitlers erkannte, sah eine günstige Gelegenheit, seinen Macht- und Einflussbereich in Ost- und Südosteuropa auszudehnen. In diesem Sinne forderte Molotow die Anerkennung des sowjetischen Anspruches auf Finnland und die zu Rumänien gehörende Südbokuwina sowie die Zustimmung zur Errichtung sowjetischer Militärbasen an den Eingängen zum Schwarzen Meer. Als spätere Phase deutete Molotow darüber hinaus den Einbezug West-Polens, Ungarns und Jugoslawiens unter den Moskauer Einfluss an. Der von Ribbentrop am 13. November 1940 an Molotow übergebene Entwurf eines Viermächtepaktes – also des Kerns des „Kontinentalblock“-Gedankens – gestand der Sowjetunion den Mittleren Osten als „Einflussbereich“ zu – wobei Indien nicht genannt wurde – und versprach eine Regelung der Nutzung der Dardanellen durch sowjetische Seestreitkräfte. Stalin beantwortete diese Vorschläge am 25. November mit einer weitgehenden Wiederholung seiner Ansprüche, erweitert durch Forderungen an Japan zur Überlassung von Sachalin und der nördlichen Kurilen sowie eines gemeinsamen militärischen Vorgehens gegen die Türkei, falls diese der Errichtung sowjetischer Stützpunkte nicht zustimmen sollte. Diese Forderungen wurden von den Dreierpakt-Mächten als unannehmbar bewertet und dementsprechend abgelehnt – was dann letztendlich das Aus für die „Kontinentalblock“-Konzeption bedeutete.

## Fazit
Die „Kontinentalblock“-Konzeption, von Ribbentrop als echte außenpolitische Option angesehen, war nach Ansicht einiger Historiker für Hitler nie mehr als nur eine Notlösung. Sein Bestreben, mit Großbritannien zu einer Einigung zu kommen, stand dabei stets im Vordergrund. Die kurze Phase außenpolitischer Aktivität im Herbst 1940 ergab sich hauptsächlich, weil Deutschland nicht über genügend Mittel verfügte, um England direkt zu schlagen, wobei gleichzeitig den Italienern die Kontrolle des Mittelmeerraumes entglitt. 
Nach Ansicht von Sergej Slutsch werden für die These, Hitler habe von Mitte September bis Ende Oktober 1940 Ribbentrops Plan eines Kontinentalblocks angehangen, politische Entscheidungen, militärische Maßnahmen und diplomatische Aktivitäten nicht im engen Zusammenhang gesehen, sondern einzelne Aussagen und Aufzeichnungen aus dem Kontext gerissen und verabsolutiert. Er ist der Auffassung, dass Hitler, über Gespräche auf verschiedenen Ebenen und Durchsickernlassen von Informationen an die Presse, erstens Druck auf London ausüben wollte, um doch noch aus dem Krieg auszuscheiden, und zweitens die Vorbereitungen zur Zerschlagung der Sowjetunion strategisch verschleiern wollte.
Auch wenn es zeitweise so aussah, als wenn der von Ribbentrop erträumte Block „von Madrid bis Tokio“ kurz vor der Vollendung stünde, kam dessen Realisierung neben anderen Gründen (Spaniens militärische Ohnmacht, Japans mehrgleisige Politik) vor allem aufgrund von Hitlers Programmatik nicht in Frage. Schon am 4. November äußerte er sich gegenüber dem Oberkommando der Wehrmacht wieder über die bevorstehende „Ausschaltung Russlands“, und nur einen Monat nach Molotows Abreise wurde, nachdem auch Franco den Kriegseintritt Spaniens endgültig abgelehnt hatte, die Weisung für den „Fall Barbarossa“ ausgegeben.